# Christopher Fratin
Christophe Fratin (Metz, 1 de enero de 1801-Le Raincy (Sena y Oise), 17 de agosto de 1864) fue un escultor francés especializado en la escultura de animales, asociado a las escuelas artísticas de Metz así como a la École de Paris, cuya obra estuvo presente en el Salón de París de 1831 a 1863.

## Biografía

### Sus inicios
Christophe Fratin nació en Metz el 1 de enero de 1801, hijo de Henry Fratin, zapatero y taxidermista y de Catherine Moderé, sin profesión. 
Después de sus estudios en la escuela de diseño gratuita de Metz, se dice, fue por gusto común por los caballos, como un discípulo de Carle Vernet y Théodore Géricault en París.
A partir de 1831, expuso regularmente en el Salón, excepto en 1832 a causa de la epidemia de cólera. Durante sus exposiciones, se codeó con Antoine-Louis Barye que se impuso sucesivamente con el Tigre que devora un Gavial en 1831, y su monumental León con serpiente de 1833, dejando así, estos dos años allí, a Fratin en la sombra. Terminó por encontrar el éxito y el aprecio: las críticas son elogiosas, sus obras se vendían bien.

### La suerte efímera desde 1831 a 1836

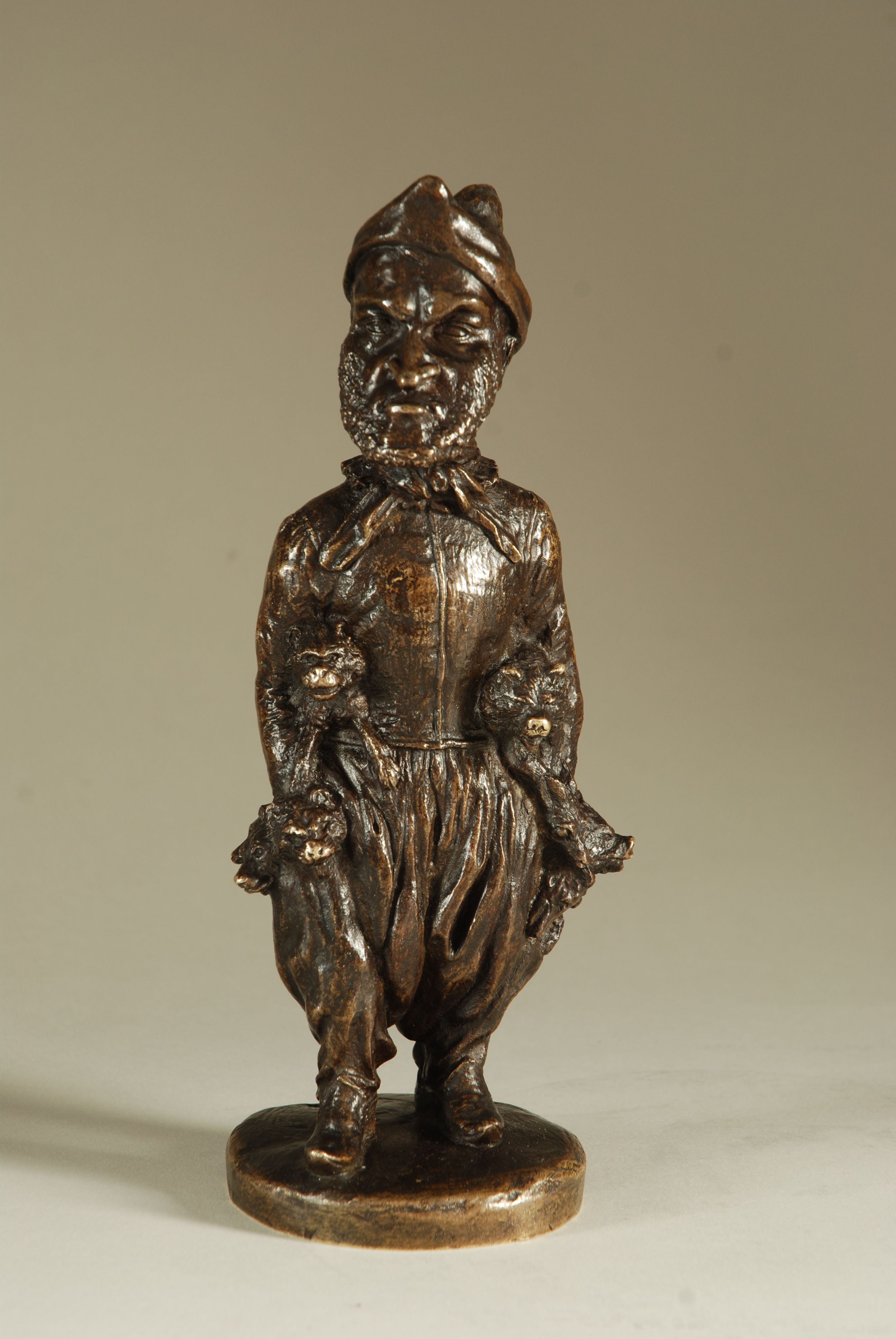
Autorretrato de Fratin.

Los repetidos éxitos del escultor en los Salones de 1834, 1835 y 1836 suscitaron el interés de la aristocracia. Así trabajó en el Château de Dampierre para el duque de Luynes, donde realizó, en particular, los Leones del frontispicio del edificio principal y de importantes trabajos de decoración interior. Fratin, que sobresalió en la realización de objetos decorativos, proporcionó cuatro pequeñas piezas para la realización de un retablo de madera principesco, en el cual Barye fue es el principal artesano.
La clientela de Fratin rápidamente se convirtió en internacional: fue para Inglaterra entre 1833 y 1834, probablemente tras la venta (o el pedido) de los dos modelos del Salón Lévrier après le forcé  y el Dogue à la chaîne. El comprador fue un miembro del  Parlamento, Lord Powerscourt, que destinó a estos grupos para situarlos en la entrada de su residencia. El artista realizó también unos grandes grupos románticos para Potsdam para los castillos de Sans-Souci y de Babelsberg dónde algunos se encuentran desde entonces. Durante toda su carrera, el interés de la clientela inglesa no disminuyó. Este trabajador infatigable exportó incluso sus obras hasta San Petersburgo donde decoraban el parque del zar de Rusia.
El romanticismo se trasluce de una manera evidente en sus temas, donde el caballo tiene un lugar importante. Las críticas eran numerosas y a menudo elogiosas, presentaban a Fratin como el “rival temible” de Barye en la representación de los animales. Estas mismas críticas destacaban su calor que sabía infundir a sus modelos y su capacidad para proporcionar obras de gran tamaño. Las obras se expusieron en la "Maison Susse" que tenía un almacén con un pasillo de los Panoramas, donde se propusieron entonces en yeso.
Fue realmente en 1835, el año en el que empezaron las ediciones de los bronces de Fratin, esencialmente fundidos en los talleres Quesnel. Fratin fue así uno de los primeros -si no el primero- en lanzarse en la escultura de edición. Estos bronces fueron realizados por la técnica de la fundición de arena (que acababa de ser controlada por los fundidores de este tiempo) y los realizaban en dimensiones variables.
Estos primeros años se desarrollaron bajo los auspicios del éxito. Obtuvo pedidos públicos de su ciudad natal a la cual ofreció dos Perros tamaño natural, el año de su matrimonio, el 25 de junio de 1836 con Marguerite Sophie Pioche, la hija de su profesor de dibujo.

### Los primeros reveses
El año del nacimiento de su hijo, Charles-Auguste, el 17 de abril de 1837, el Salón se volvió hostil a la joven generación romántica y la participación de Fratin se redujo a su muy bonita yegua preñada. No se presentó el año siguiente y durante los años 1840, se rechazaron los envíos a los Salones, en consecuencia los pedidos comenzaron a fallar. La carrera del artista pareció oscilar y las dificultades financieras, convertirse en una constante. El escultor se concentró entonces en las ediciones y la realización de pequeños modelos “para el comercio”. Esta inflexión en su carrera estuvo reflejada por el pequeño retrato de encargo Fratin por él-même donde el humor del escultor apareció de manera brillante. El artista, con las manos en los bolsillos, está vestido con su ropa de trabajo en el taller y cubierta la cabeza con un gorro. Sus bolsillos están repletos de pequeños animales: monos, mastines, espanier…

### Los últimos encargos
Durante los años que siguieron, Fratin apenas obtuvo pedidos públicos, como el pedido de los Aigles, vendido el 4 de junio de 1853, sin llegar a su origen, pero colocada sobre la explanada de Metz. Solicitó la compra de su grupo Caballo derribado por un tigre depositado en el Invernadero en noviembre de 1853, donde aún el pedido de un frontispicio representando La Caza en mayo de 1855, para el Tribunal Visconti del Palacio del Louvre entonces en plena construcción. Por fin, en septiembre de 1862, efectuó su último pedido por decisión ministerial del grupo en yeso, Cabra y cabritillo. Se presentó también en distintas exposiciones; en el Jardin d’acclimatation de Paris, con terracotas, la Exposición de la Sociedad de los Amigos de las Artes de Burdeos, lo Exposición Universal bajo el patrocinio de su majestad la Emperatriz, en Metz y para terminar, la Exposición Universal de Londres en 1862.

### Las ventas públicas desde 1849 a 1864
Entre el 3 y el 5 de julio de 1849, tras dificultades financieras importantes, Fratin organizó en París la primera venta pública sin derechos de reproducción de 450 de sus modelos, lo que certifica de la gran producción del artista entre 1831 y 1849. Esta venta de tipo totalmente original para el tiempo, fue la primera de una serie de catorce. Pero la venta no pasó bien muy con un número importante de invendidos.
En 1850, Fratin se fue a residir en Vétheuil, hasta 1854. Desde allí, organizó su segunda venta, que se desarrolló del 16 al 18 de abril. Esta venta constó principalmente de los modelos en bronce con derechos de reproducción, lo que significa que Fratin renunciaba a la explotación de estas obras. Se precisa en el catálogo que son las «obras completas del autor». Esta venta está quizá inducida, por la esperanza de pedidos importantes y confirma la estructura comercial elegida por Fratin, que prefiere proponer sus obras en venta pública más que de abrir tienda como Antoine-Louis Barye o Pierre-Jules Mêne. La venta debe ser un fracaso porque en el año de 1851 las obras no vendidas de 1850 se proponen de nuevo a la venta en las mismas condiciones.
A excepción de algunos años de respiro —debido a los pedidos recibidos— Christophe Fratin organizó este tipo de venta cada año. Una de ellas, la séptima, era la primera constituida solamente de terracotas. Seguramente los originales de sus anteriores modelos de los que quería deshacerse, probablemente para consagrarse a nuevas obras. Las otras ventas se organizaron sobre un ritmo anual hasta la muerte del artista el 17 de agosto de 1864 en Le Raincy (Sena y Oise). Siguió su decimosexta y última venta (póstuma) los días 20 y 21 de diciembre de ese año.

## Obras

### Salones y encargos públicos
1831
- n° 2232, Fermer, cheval anglais de pur sang, et deux bouledogues jouant et un lévrier (modelos en cera).

1833
- n° 2563, Lévrier après le forcé (estudio en yeso).
- n° 2564, Dogue à la chaîne (estudio en yeso).
- n° 2565, Écorché de cheval (modelo en bronce).

1834

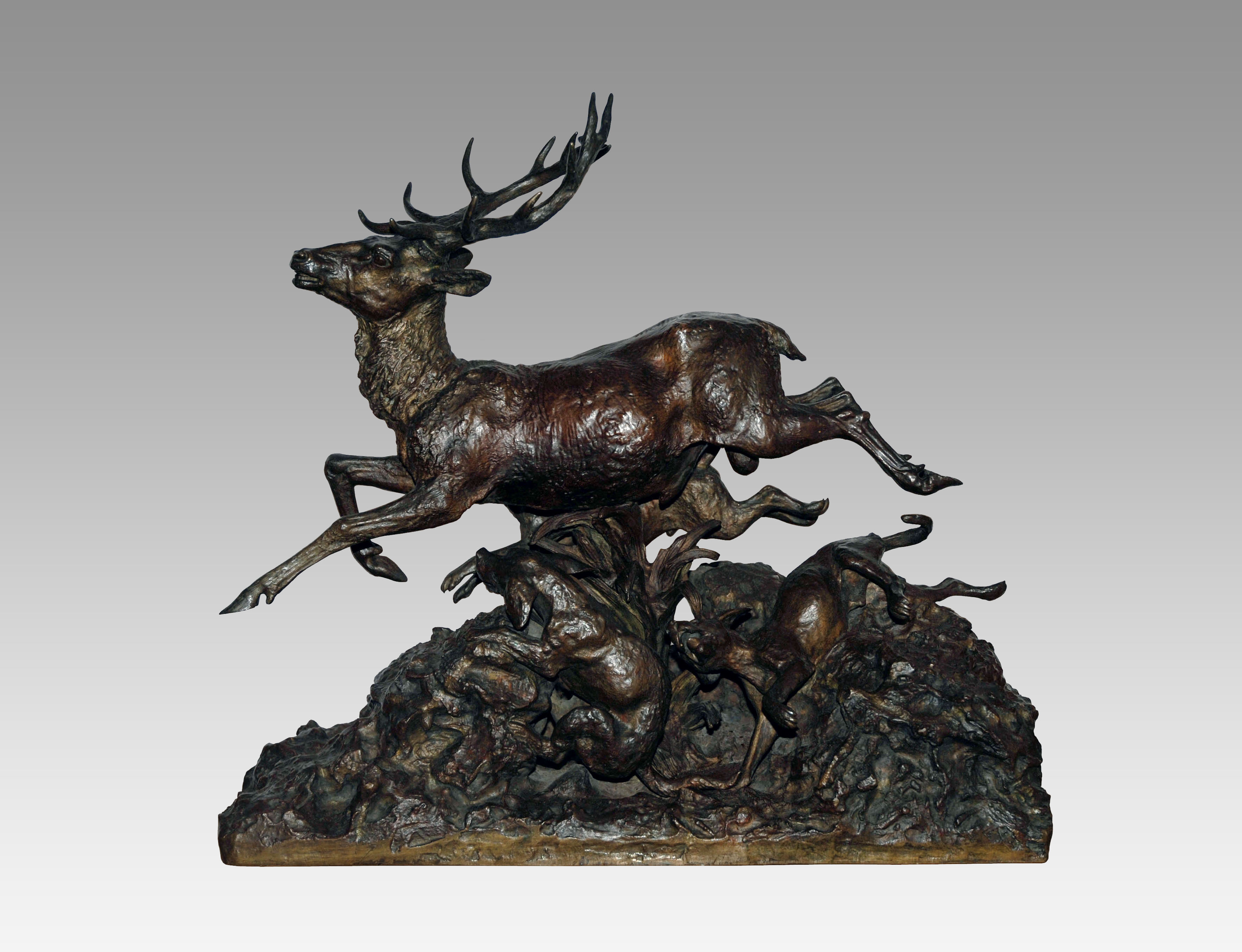
Fratin Ciervo saltando por la charca (escena de caza, grupo).

- n° 2047, Cheval sauvage attaqué par un tigre (grupo).
- n° 2048, Cerf du Canada forcé par des chiens (grupo).
- n° 2049, Portrait de Félix, cheval de pur sang du haras de Viroflay.
- n° 2050, Panthère tenant une gazelle (grupo en yeso).
- n° 2051, Vache morte que les loups vont dévorer (estudio en yeso).

1835
- n° 2250, Tigre terrassant un jeune chameau (grupo en bronce).
- n° 2251, Lion dévorant un zèbre (grupo en bronce).
- n° 2252, Éléphant tuant un tigre (grupo en bronce).
- n° 2253, Lionne apportant une proie à ses lionceaux (grupo en bronce).
- n° 2254, Cerf couché se léchant (figura en bronce).
- n° 2255, Cheval mort (figura en bronce).
- n° 2256, Rinbow, étalon appartenant à M. Rieussec (figura en bronce).
- n° 2257, Taureau combattant des chiens (grupo en yeso).
- n° 2258, Trois chevaux, scène de haras (grupo en yeso).

1836
- n° 1928, Lion entraînant une proie (grupo en bronce).
- n° 1929, Tigre tenant une proie (grupo en yeso).

1837
- n° 1927, Jument et son poulain (grupo en yeso).

1839
- n° 2204, Aigle et vautour se disputant une proie (grupo en bronce)

1842

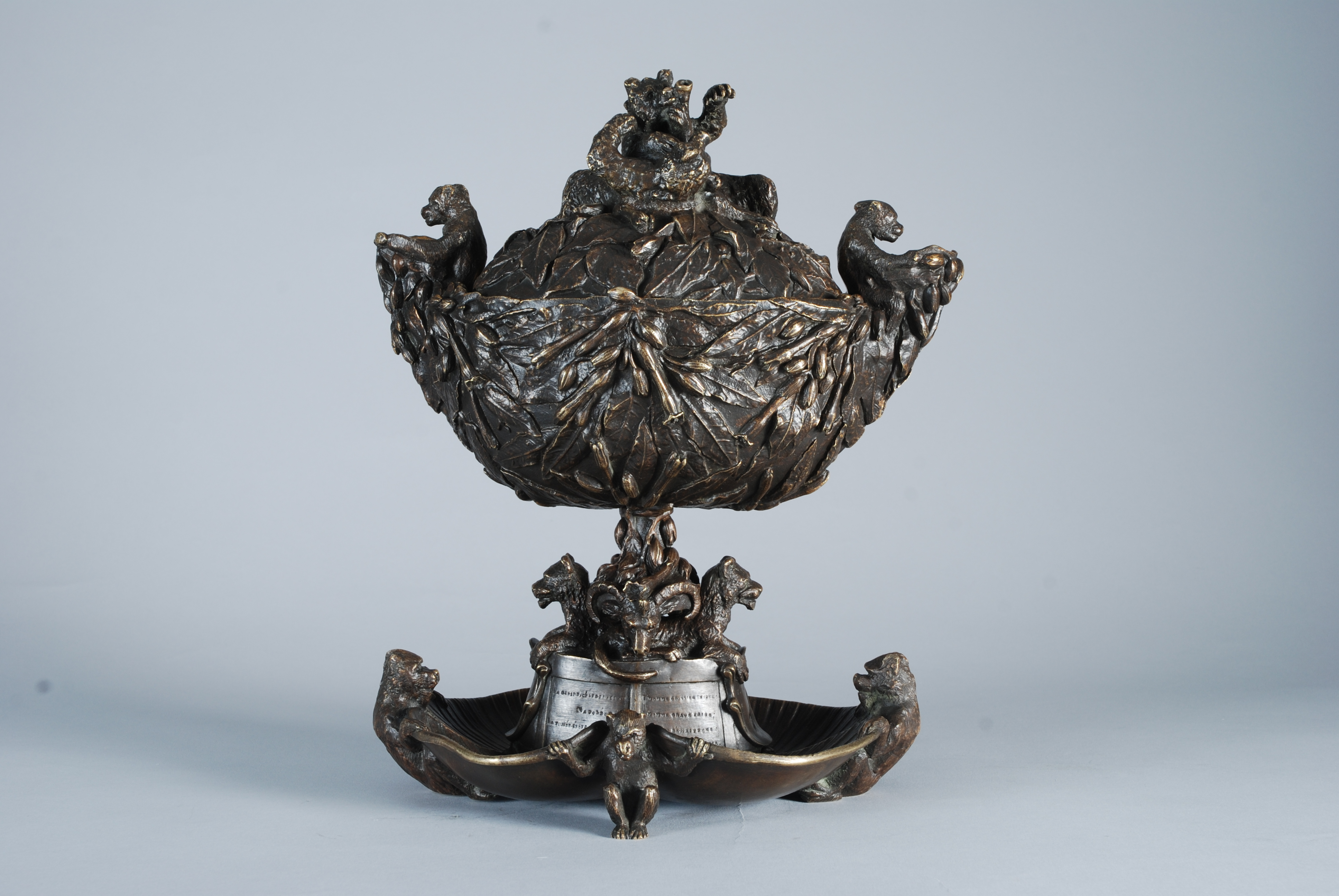
Fratin Grand porte-cigares, Tombeau à Jean Nicot.

- Pot à tabac, Hommage à Jean Nicot.

1850
- n° 3394, Cheval pur sang, bronce (Situado en la "Esplanade de Metz").
- n° 3395, Deux cadres, têtes diverses.
- n° 3396, Étude (terracota).

1851
- Lion dévorant un cheval (yeso) (Expuesto en el Salón de 1853, a 1351) Encargo del Ministère de l’État.

1852
- n° 1397, Le Triomphe de l’aigle (grupo en yeso).
- Les Aigles (yeso) Encargo del Estado.

1853
- n° 1351, Cheval attaqué par un lion (grupo en yeso).

1860
- Combat d’un lion et d’un tigre (grupo en yeso) Encargo.

1861
- n° 3355, Cerf couché entendant la trompe.
- n° 1122, Une scène dans l’amphithéâtre, Exposition universelle de Metz.
- Combat d’un lion et d’un tigre (donado al museo de Metz por el Ministre d’État) Exposition universelle de Metz.

1862
- Chèvre et chevreau (grupo en yeso) Encargo ministerial.

1863
- n° 2368, Cheval arabe (yeso).

### Encargos privados
1839:

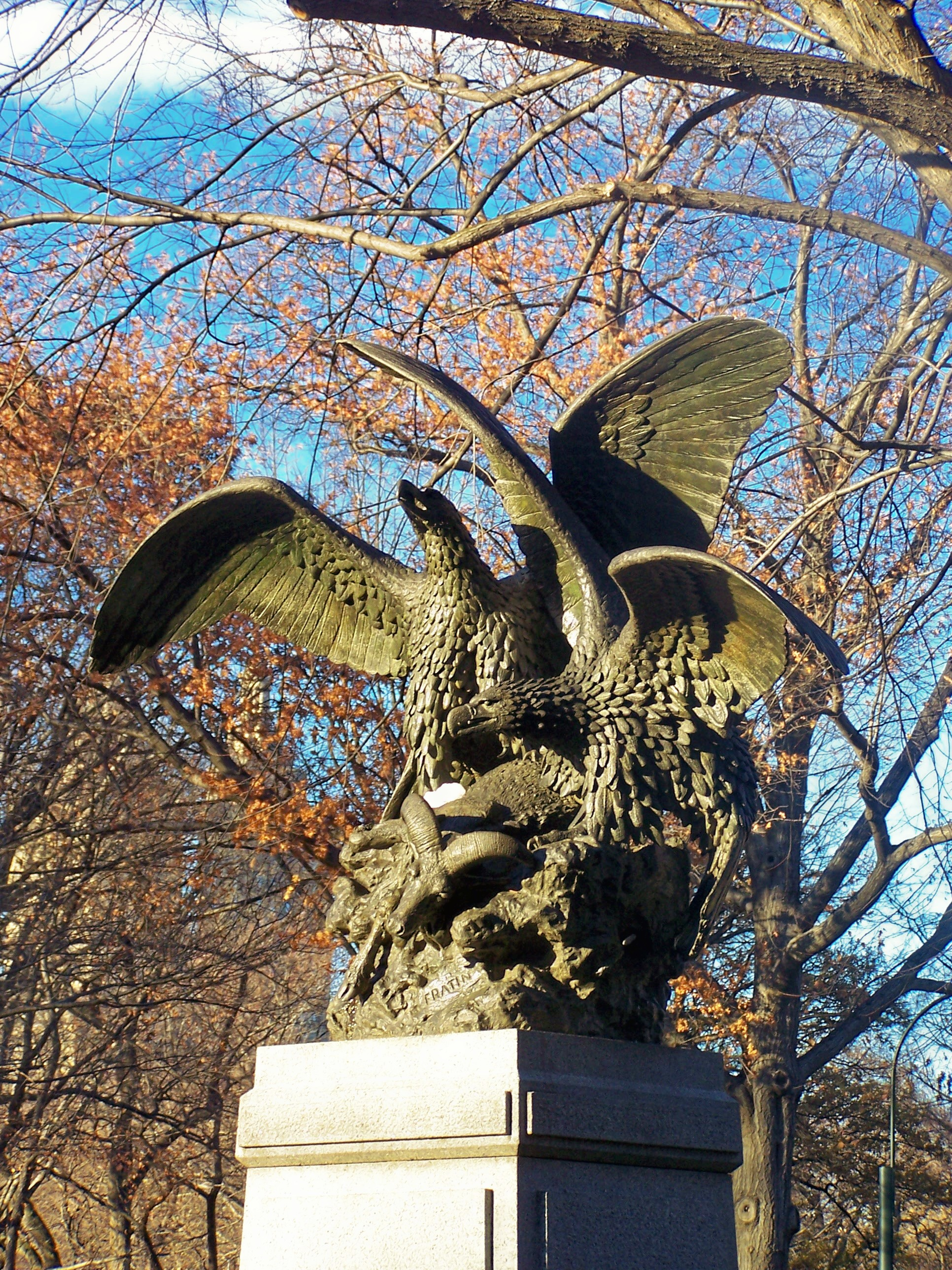
Deux Aigles Gardant Leur Proie en Central Park, Nueva York

- Aigle et vautour se disputant un chamois (bronce, firmado, fechado 1839) Château de Babelsberg.
- Combat entre un éléphant et un lion (bronce fundido) Château de Babelsberg.
- Cerf poursuivi par des chiens (bronce marrón claro) Château de Babelsberg.
- Rhinocéros et tigre (bronce) Château de Babelsberg.
- Cheval et panthère (bronce) Château de Babelsberg.
- Aigle et vautour dévorant un cerf (bronce,1851) Château de Babelsberg.
- Lions (exterior, frontispicio) Château de Dampierre.
- Consoles soutenues par des panthères (interior) Château de Dampierre.
- Tony, cheval en bronze (Musée de Compiègne) Château de Dampierre.

1850:
- Lion y Jeune chevreuil, (dos grupos de bronce, firmados, fechados 1850, ofrecidos por Louis-Philippe) Château de Sans-Souci, Jardín siciliano.
- Aigle et serpent, (bronce) Château de Sans-Souci, Jardín siciliano.

## Galería de imágenes

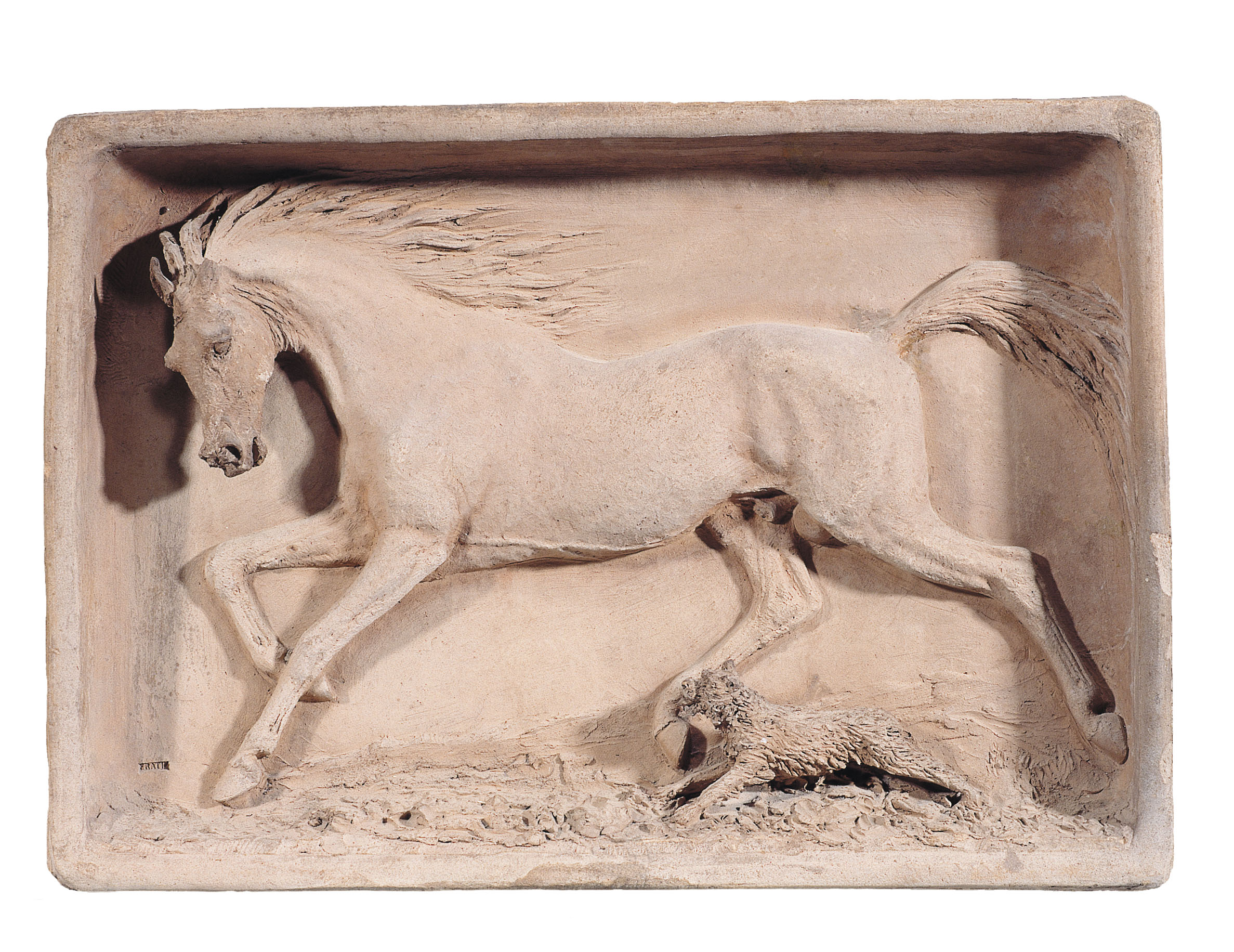
Fratin Cheval et Chien
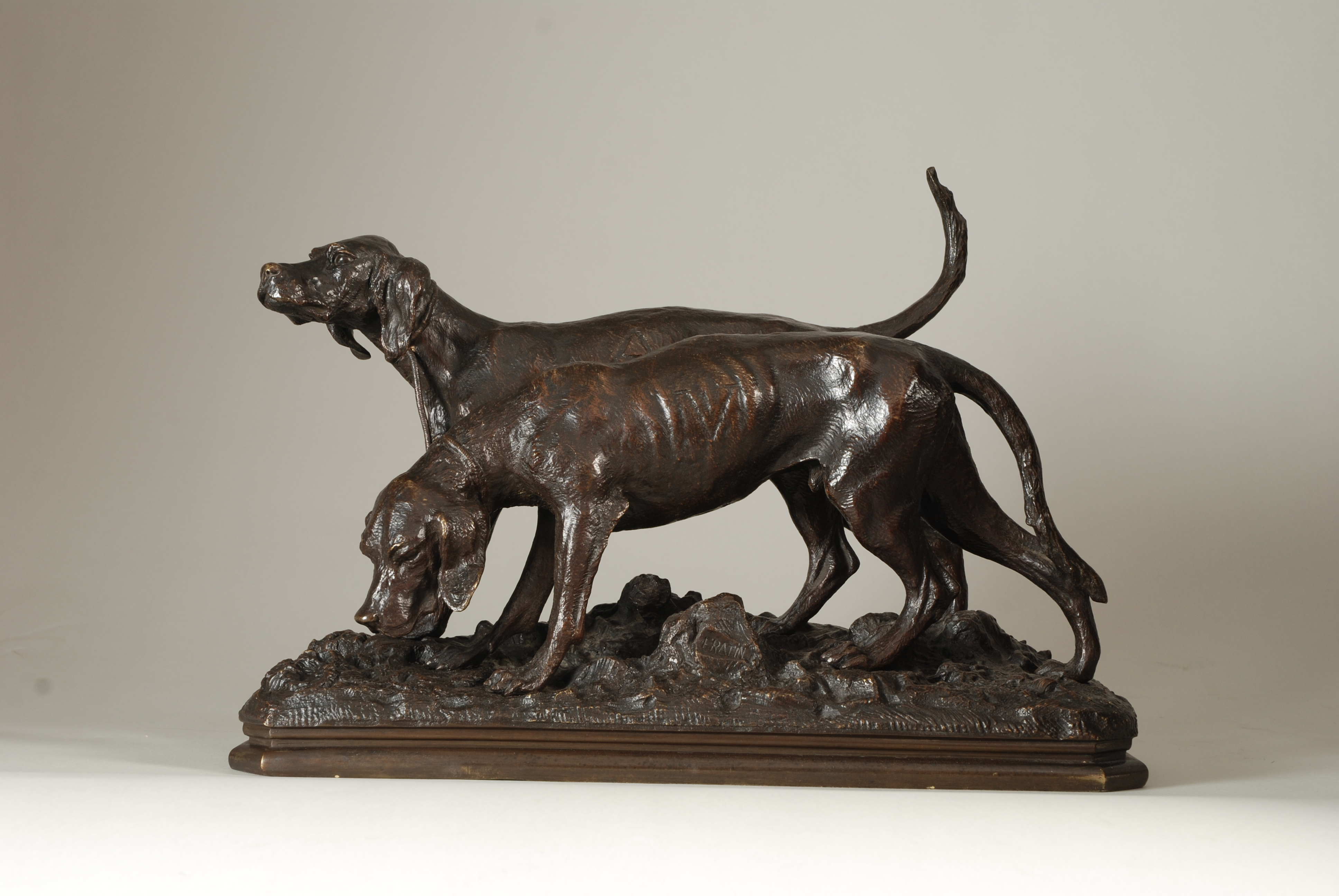
Fratin Chien de chasse
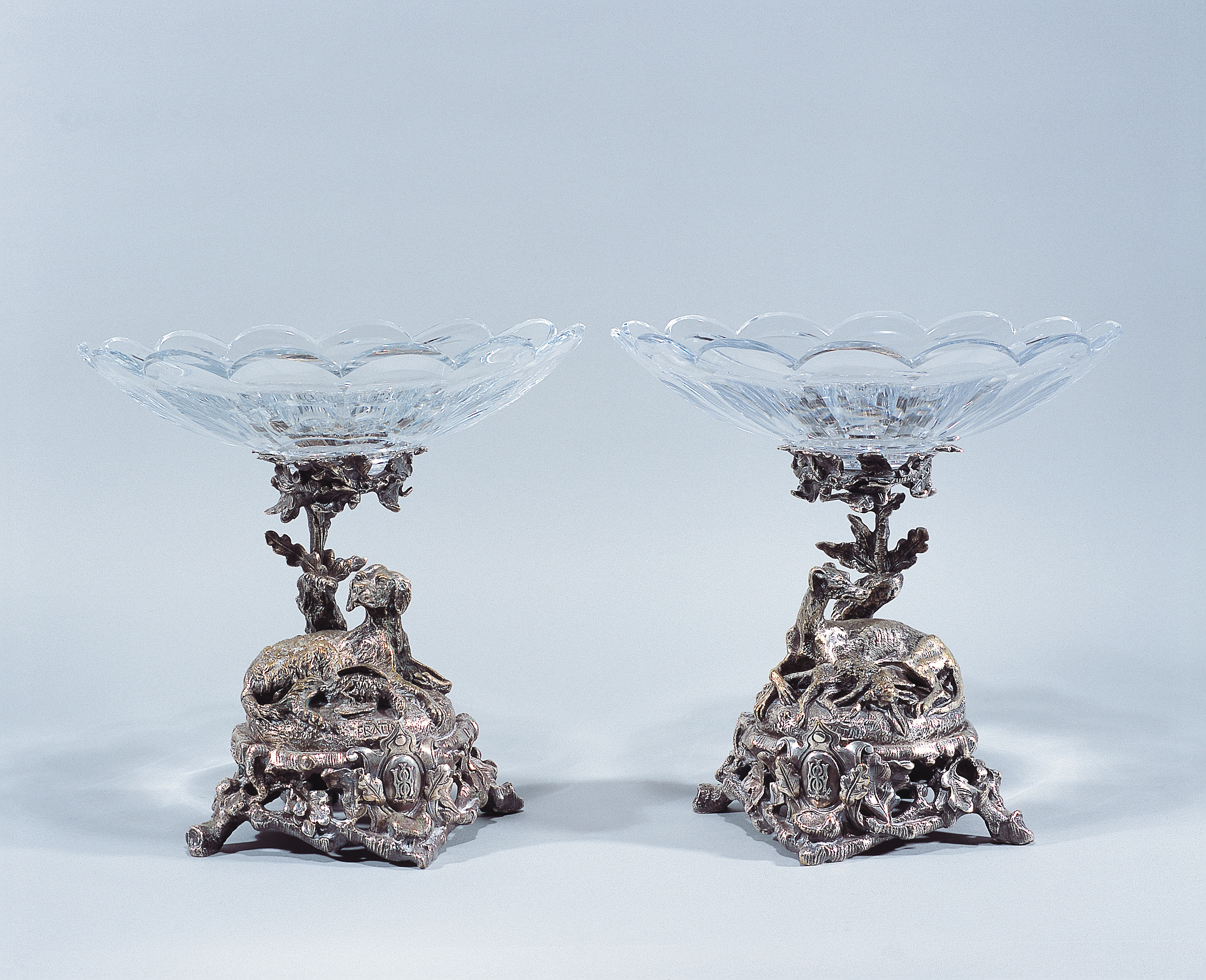
Fratin Paire de coupe décorative
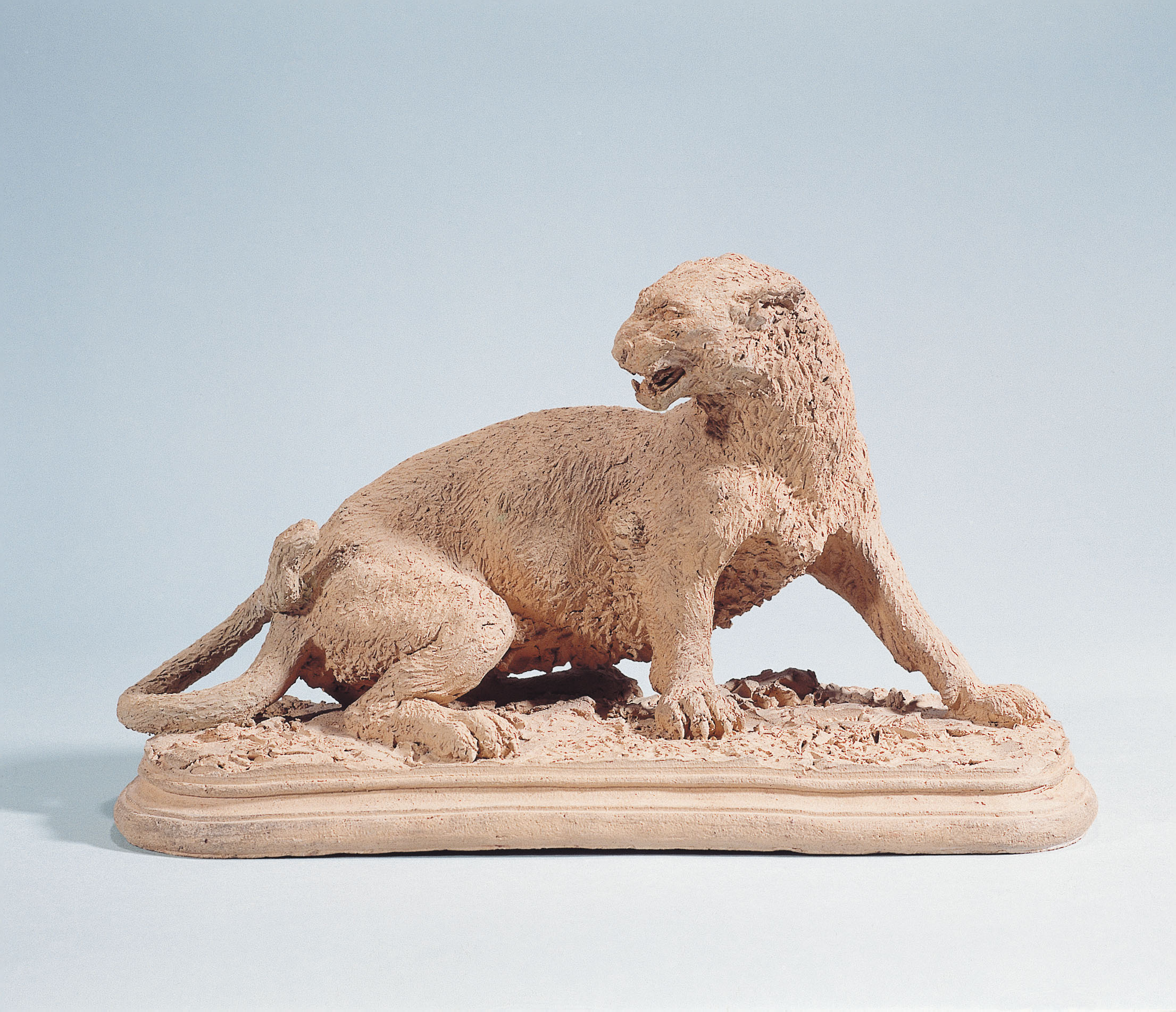
Fratin Jaguar grondant
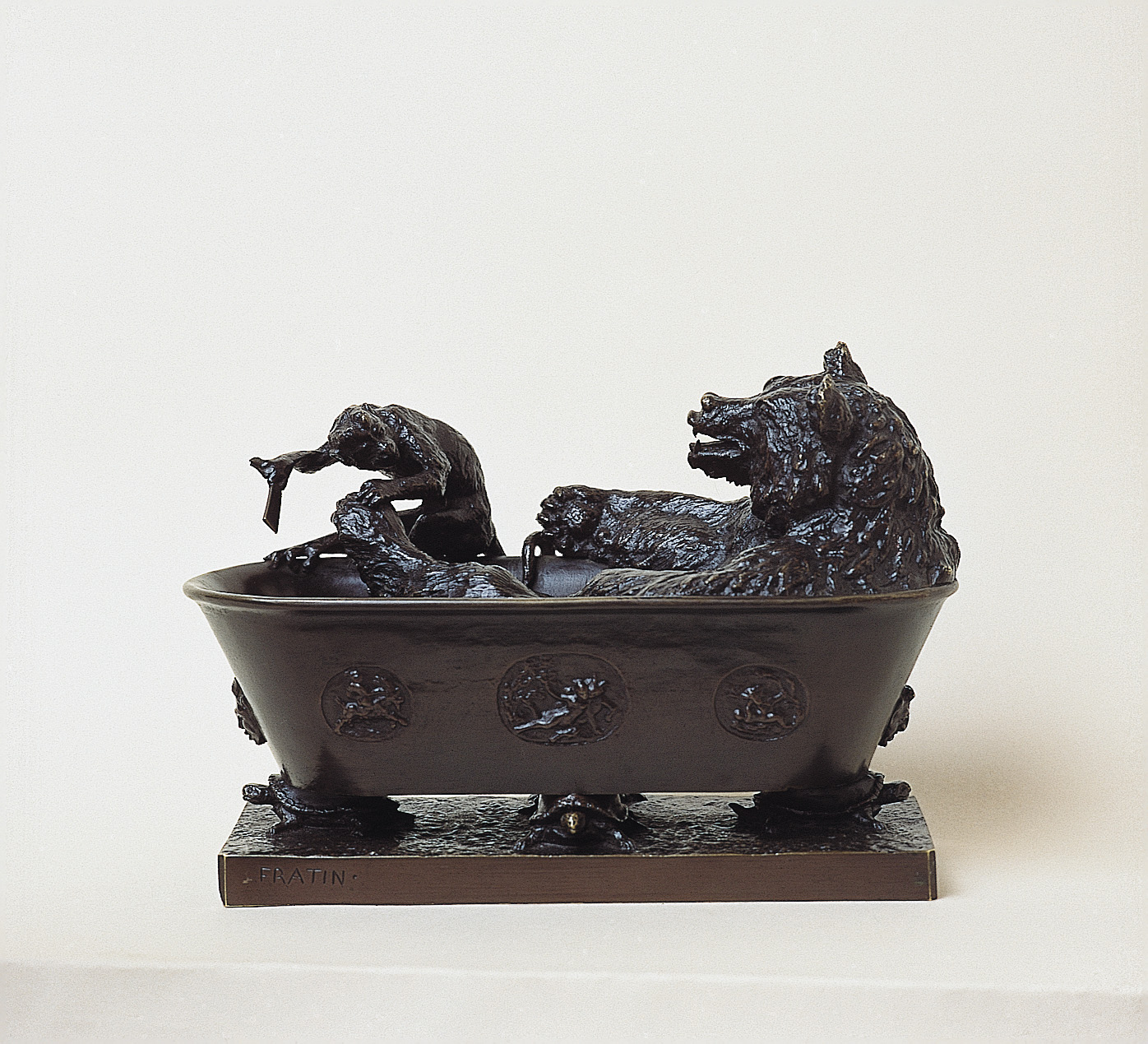
Fratin Ours et singe pédicure o Ours dans sa baignoire
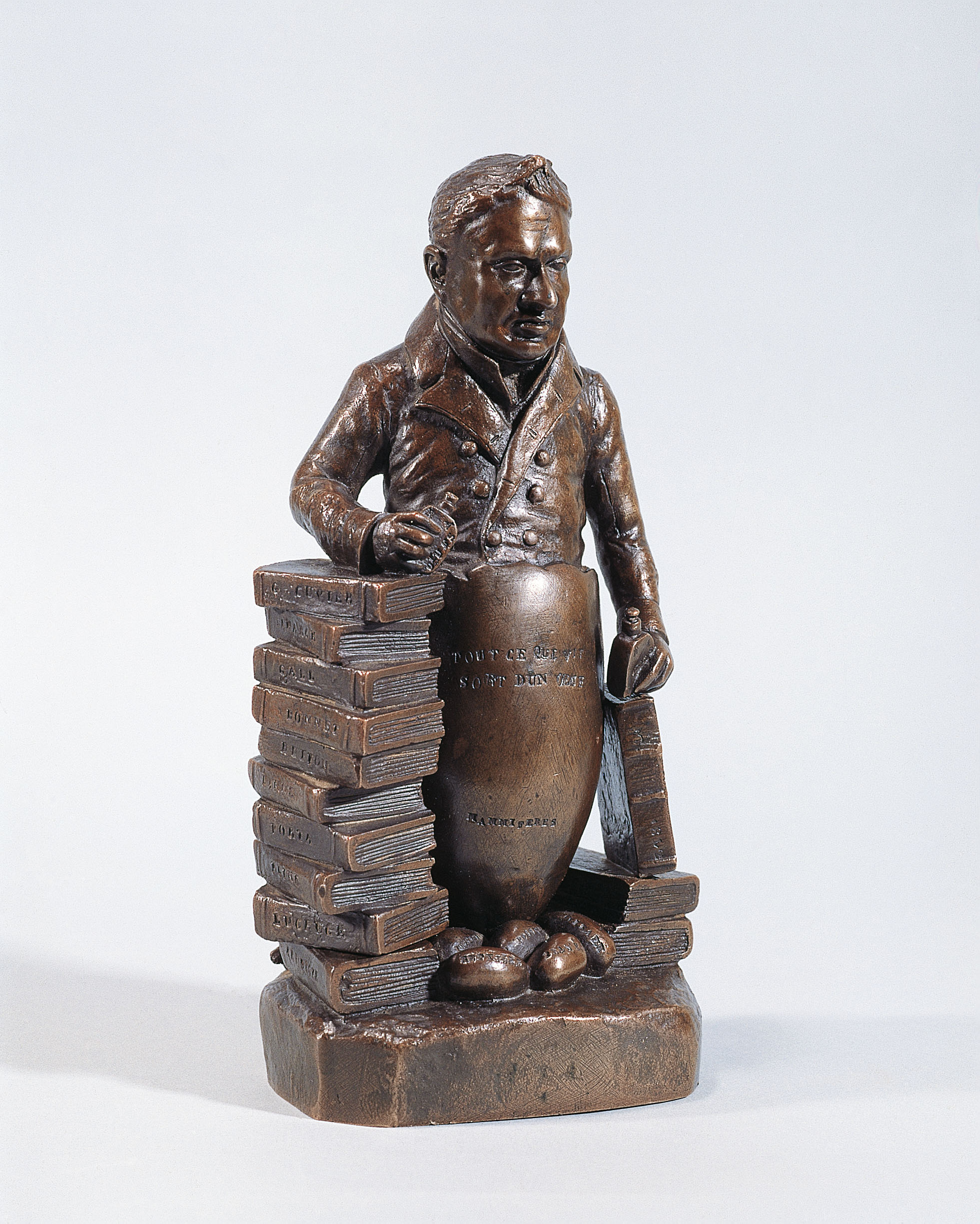
Fratin Tout ce qui vit sort d'un œuf (Todo lo que vive sale de un huevo)